# Proganochelys
Proganochelys quenstedti – do niedawna uznawany za najstarszego znanego gada z rzędu żółwi, żyjący w późnym Triasie ok. 210 mln lat temu.
OpisPosiadał drobne zęby na podniebieniu, a jedynie szczęki były bezzębne. Żółw ten nie mógł chować głowy do pancerza, ponieważ na karku oraz na ogonie posiadał kostne kolce.
RozmiaryDługość ok. 1 m
Miejsce znalezieniaPierwsza wzmianka o skamieniałościach żółwia z Würtembergu pochodzi 1884 roku, natomiast dopiero w 1887 roku u Baur używa się nazwy Proganochelys quenstedti. W Niemczech odkryto kilka skamieniałości gatunku Proganochelys, podobne odnaleziono również we wschodniej Grenlandii (Jenkins et al. 1994).
W Tajlandii odkryto fragmenty pancerza, które prawdopodobnie należą do żółwia z gatunku Proganochelys lub gatunku blisko spokrewnionego. Skamieniałości z Tajlandii często nazywane są: Proganochelys ruchae (deBrion et al. 1982).